# Frigyes Riesz

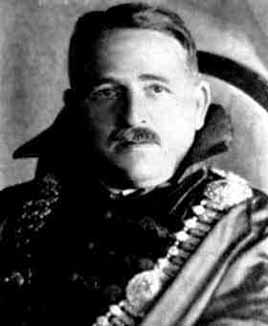
Frigyes Riesz

Frigyes Riesz (czyt. fridjesz riis) (ur. 22 stycznia 1880, zm. 28 lutego 1956) – matematyk węgierski, członek Węgierskiej Akademii Nauk, profesor węgierskich uniwersytetów w Klużu, Segedynie i Budapeszcie; jego podstawowe prace dotyczą topologii i analizy funkcjonalnej.
Jego imieniem nazwano m.in. przestrzenie Riesza (przestrzenie liniowe z określonym częściowym porządkiem kraty – obiekty studiowane głównie w teorii miary).